# Il sangue del vampiro
Il sangue del vampiro (Blood of the Vampire) è un film del 1958 diretto da Henry Cass. È una pellicola fanta-horror.

## Trama
Carlstadt, 1874: il dottor dottor John Pierre viene condannato per le sue affermazioni sulla trasfusione di sangue. Viene spedito in un manicomio criminale, di cui è direttore il dottor Callistrato. Egli offre a John la possibilità di evitare la cella a condizione di aiutarlo sullo studio delle trasfusioni sanguigne e della loro classificazione. Lo conduce sul suo laboratorio segreto nei sotterranei, mostrando i suoi perversi esperimenti sull'anatomia umana e rivelando di essere bisognoso del sangue dei prigionieri in seguito a un trapianto di cuore prelevato da un cadavere.

## Critica
(Leo Pestelli su La Stampa del 15 aprile 1959)